# Sheeri Cabral
Sheeri Cabral (Ridgewood, Nueva Jersey, 17 de septiembre de 1978) es una colaboradora de la comunidad MySQL y ganadora en varias ocasiones del premio que dicha comunidad otorga.

## Biografía
Cabral nació en Ridgewood (Nueva Jersey). Tiene una maestría en Ciencias de la Computación de la Universidad Brandeis y tiene certificación MySQL 5.0 DBA y certificación MySQL Core. 
Fue elegida como la primera directora de Oracle ACE para MySQL. Ganó el premio MySQL Community Advocate, Communicator y Facilitator en 2007 y nuevamente en 2008 por sus frecuentes publicaciones de blog, trabajo comunitario y presentaciones de conferencias / grupos de usuarios, que provocó una presentación principal para la Conferencia y Exposición de Usuarios MySQL 2009 sobre "Cómo ser un superhéroe de la comunidad".
Ella pronunció otra nota clave de la comunidad titulada, "Bajo nueva administración: próximos pasos para la comunidad" en la misma conferencia en 2010.
En 2012, ganó nuevamente el Premio de la Comunidad MySQL por su trabajo al fundar y ser el anfitrión del podcast OurSQL.
Cabral escribió la Biblia del administrador de MySQL, y ha editado el O'Reilly Media libros de SQL Hacks (2007), de alto rendimiento de MySQLsegunda edición (2008), y Cómo escribir Precisa Código SQL de Christopher Date . Cabral desarrolló una nueva versión de mysqltuner (con permiso del comandante Hayden para el nombre), lo que llevó al desarrollo del complemento mysql_health check Nagios.

## Otro trabajos notables
- Miembro del Comité de Programa de la Convención de Código Abierto para 2011 y 2012[1]
- Miembro del Consejo IOUG MySQL, 2011 – presente
- MySQL Track Manager para Collaborate 2011
- Organizador de OpenSQLCamp Boston[2]
- Miembro del Comité de Programa para la Conferencia y Exposición de Usuarios MySQL 2010[3]
- Boston MySQL User Group Fundador y orador frecuente[4]
- Technocation, Inc. Fundador y Tesorero 2004–2017[5]
- Trabajo voluntario de DBA para The Human Creativity Project[6]
- MySQL Podcast ("OurSQL"), noviembre de 2006 - febrero de 2009, diciembre de 2010 - junio de 2015 (fundador y coanfitrión de más de 200 episodios)[7][8]

Cabral ha trabajado como administrador de sistemas para la Universidad Tufts, administrador de bases de datos para Guardium, Inc , Manhunt.net y The Pythian Group, un gerente de operaciones de bases de datos para PalominoD.Inc, y un administrador / arquitecto senior de bases de datos, luego gerente de equipo de datos en Fundación Mozilla y como administrador senior de bases de datos para Salesforce. A partir de febrero de 2019, se unió a MongoDB.